# Distretto di Santa Ana de Huaycahuacho
Il distretto di Santa Ana de Huaycahuacho è uno dei ventuno distretti della provincia di Lucanas, in Perù. Si trova nella regione di Ayacucho e si estende su una superficie di 50,63 chilometri quadrati.

Istituito il 21 maggio 1962, ha per capitale la città di Santa Ana de Huaycahuacho; nel censimento del 2005 contava 739 abitanti.